# Pfarrkirche Glanhofen

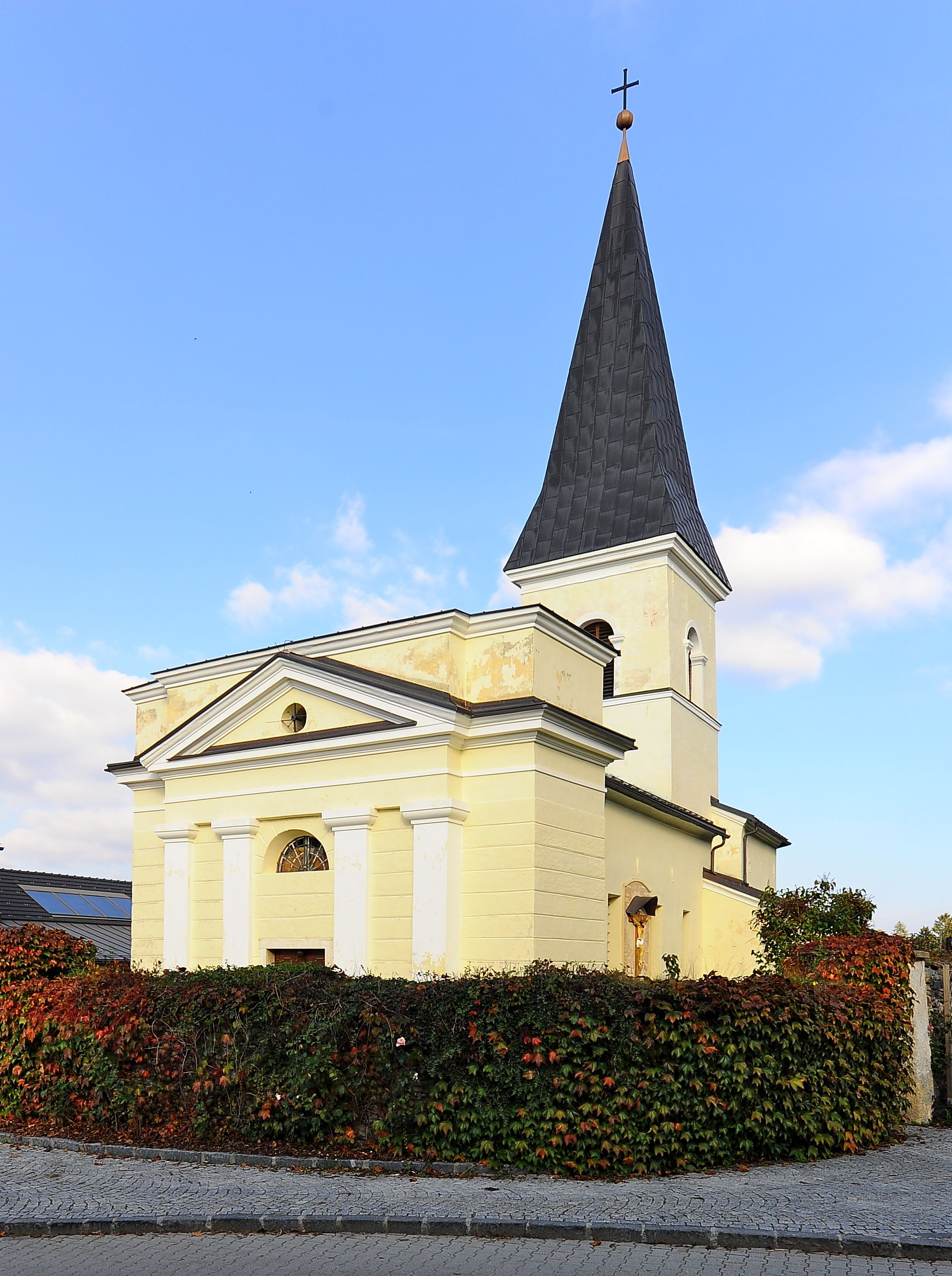

Die römisch-katholische Pfarrkirche Glanhofen im Ortsteil Glanhofen der Gemeinde Feldkirchen ist dem heiligen Laurentius geweiht. Zwischen 1065 und 1077 wurde eine Kirche in Glanhofen als Eigenkirche des Edlen Heinrich erwähnt. Um 1166 ging die Kirche an das Bistum Bamberg. Spätestens 1264 war die Kirche in landesfürstlichem Besitz. Zwischen 1260 und 1269 wurde Glanhofen erstmals als Pfarre genannt. 1851 zerstörte ein Feuer die Kirche.

## Baubeschreibung
Die Pfarrkirche wurde nach dem Brand von 1851 in großen Teilen neu aufgebaut. Der spätklassizistische Portikus mit einer Attika ragt seitlich über die Breite des Schiffes hinaus. Der Turm stammt im Kern aus der Romanik, das obere Turmgeschoß mit den weiten, rundbogigen Schallöffnungen entstand nach dem Brand, so wie die Anbauten südlich und nördlich des Turmes. Der hohe Pyramidenhelm wurde dem Turm erst 1976 aufgesetzt. An den ursprünglichen Chorturm wurde um 1500 der heutige Chor angebaut. In zwei der Chorfenster ist das ursprüngliche Maßwerk erhalten.
Die gemauerte Orgelempore ist im Obergeschoß des Portikusvorbaus untergebracht. Im Langhaus erhebt sich ein Spitztonnengewölbe mit Stichkappen und Gurten über toskanischen Pilastern. Der spitzbogige, abgefaste Triumphbogen wurde in spätgotischer Zeit in das romanische Mauerwerk des Turmquadrats eingebaut. Das Turmquadrat besitzt ein spätgotisches Kreuzgewölbe. Der zweijochige Chor mit einem Dreiachtelschluss ist um zwei Stufen erhöht. Im Chor ruht ein Netzgewölbe mit stark profilierten Rippen und quadratischen Schlusssteinen auf kurzen Runddiensten.

## Wandmalereien
Die Wandmalereien aus der ersten Hälfte des 14. Jahrhunderts im Turmquadrat wurden 1951 und 1993/94 aufgedeckt. Zu sehen sind acht Heilige unter Arkaden. Die Standfläche wird von perspektivisch gemalten Balken getragen. Über der Szene des Judas-Kusses ist eine Christusfigur mit Segensgestus und Kreuzstab dargestellt. An der Westwand befindet sich ein von Engeln getragenes Schweißtuch der Veronika. Der gemalte Rippenstern und die Evangelistensymbole in Vierpässen im Gewölbe entstanden um 1500.

## Einrichtung
Die drei Knorpelwerkaltäre stammen aus dem letzten Viertel des 17. Jahrhunderts.
Der Hochaltar besteht aus einer Ädikula über einem Sockel und einer kleinen Ädikula mit einem gesprengten Segmentgiebel und einem einfachen Knorpelwerkrahmen als Aufsatz. Die seitlichen Ohren sind mit Knorpelwerk dekoriert, die Säulen kanneliert. Auf den Segmenten und Voluten sitzen Putten. Das Hauptbild mit der Darstellung des heiligen Laurentius wurde 1946 gemalt. Das Aufsatzbild mit dem heiligen Sebastian stammt aus dem 17. Jahrhundert. Die Bekrönung bildet ein Bild Gottvaters.
Der linke Seitenaltar von 1682 besteht aus einer einfachen Ädikula über einem kleinen Sockel mit Knorpelwerk an den seitlichen Ohren. Das Altarblatt aus dem letzten Viertel des 18. Jahrhunderts zeigt eine Maria Immaculata, das Aufsatzbild Anna und Maria.
Am rechten Seitenaltar ist am Mittelbild aus dem 19. Jahrhundert der heilige Stephanus dargestellt und im Aufsatz der heilige Josef.
Der Korb der um 1700 gebauten Kanzel wird heute als Ambo verwendet. Der gotische Taufstein mit hölzernem Deckel wird von einer Taufgruppe aus der Mitte des 18. Jahrhunderts bekrönt.
Zur weiteren Ausstattung der Kirche zählen die lebensgroßen Konsolfiguren der Apostelfürsten Petrus und Paulus aus dem letzten Viertel des 17. Jahrhunderts, auf einer Puttokonsole eine Statue des heiligen Sebastian aus dem 17. Jahrhundert, die Statuetten des Auferstandenen und des heiligen Laurentius aus dem 18. Jahrhundert sowie ein Bild des heiligen Aloysius in einem Rokokrahmen aus dem dritten Viertel des 18. Jahrhunderts.